# Luchtaine
Nella mitologia irlandese Luchtaine (o Luchta) era il dio carpentiere dei Túatha Dé Danann. Egli e i suoi fratelli Creidhne e Goibniu erano conosciuti come Trí Dée Dána, le tre divinità dell'arte, che forgiarono le armi per combattere i Fomori. Nello specifico, Luchtaine si impegna a realizzare tutti gli scudi e le aste dei giavellotti necessari per la seconda battaglia di Moytura. 
In una fonte, viene detto figlio di Luchaid